# 青木利晴
青木 利晴（あおき としはる、1939年3月21日 - ）は、日本の実業家。元NTTデータ社長。

## 略歴
東京都出身。1957年東京都立戸山高等学校卒業。1962年東京大学工学部電気工学科卒業。1967年東京大学大学院工学系研究科電子工学専攻博士課程修了、工学博士。同年4月日本電信電話公社入社。77年ニューヨーク海外駐在事務所専門調査役、92年取締役通信網総合研究所長、96年常務取締役研究開発本部長、97年代表取締役副社長兼研究開発本部長を経て、1999年より2003年までNTTデータ代表取締役社長を務めた。

## 経歴
- 1967年3月 - 東京大学大学院工学系研究科博士課程修了
- 1967年4月 - 日本電信電話公社入社
- 1992年6月 - 日本電信電話株式会社 取締役通信網総合研究所長
- 1996年6月 - 同社 常務取締役研究開発本部長
- 1997年6月 - 同社 代表取締役副社長兼研究開発本部長
- 1999年6月 - NTTデータ 代表取締役社長
- 2000年5月 - 電子情報通信学会会長
- 2003年6月 - 同社 取締役相談役
- 2005年6月 - 同社 相談役
- 2006年 - 日本オペレーションズ・リサーチ学会会長
- 2009年6月 - 同社 シニアアドバイザー

## 主な受賞等
- 1985年 電子情報通信学会 業績賞
- 1987年 逓信協会 前島賞
- 1995年 IEEE Fellow
- 2000年 電子情報通信学会 功績賞
- 2001年 電子情報通信学会 フェロー
- 2002年 IEEE Frederik Phillips Award
- 2004年 電子情報通信学会 名誉員
- 2006年 IEEE Founders Medal
- 2008年 電気通信 協会賞
- 2016年 旭日重光章[3]

## 主な著書・監修
- 『効率化から価値創造へ―ITプロフェッショナルからの提言』（NTT出版、2004年）
- 『Webサービスコンピューティング』（電子情報通信学会、2005年）